# یوانما (بازیکن فوتبال، زاده ۱۹۷۲)
یوانما (انگلیسی: Juanma؛ زادهٔ ۲۸ فوریهٔ ۱۹۷۲) بازیکن فوتبال اهل اسپانیا است.
از باشگاه‌هایی که در آن بازی کرده‌است می‌توان به باشگاه فوتبال رکریتیوو اوئلوا و باشگاه ورزشی اشتوریل پرایا اشاره کرد.